# Marta Wierzbicka
Marta Wierzbicka (ur. 30 stycznia 1991 w Warszawie) – polska aktorka telewizyjna, teatralna i dubbingowa, znana głównie z roli Oli Zimińskiej w serialu telewizyjnym Na Wspólnej.

## Życiorys
Ma siostrę Katarzynę.
Studiowała na Akademii Sztuk Pięknych w Warszawie.

### Kariera zawodowa
Popularność zyskała dzięki roli Oli Zimińskiej w serialu TVN Na Wspólnej, w którym gra z przerwami od 2005. Podłożyła głos pod tytułową postać w filmach: Alicja w Krainie Czarów (2010) i Alicja po drugiej stronie lustra (2016). W 2019 zadebiutowała w roli Weroniki Maciejewskiej w serialu Pierwsza miłość w Polsacie.
W 2013 wzięła udział w rozbieranej sesji zdjęciowej do magazynu „Playboy”. Uczestniczyła w drugiej edycji programu rozrywkowego Polsatu Dancing with the Stars. Taniec z gwiazdami (2014) i drugiej edycji programu rozrywkowego TVN Azja Express (2017).
Występuje w warszawskim Teatrze Capitol.

## Życie prywatne
24 maja 2025 wyszła za Jana Sokolika, eksperta i konsultanta ds. rozwoju marek w mediach społecznościowych i doradcę ds. strategii komunikacji on-line.

## Filmografia
- od 2025: Szpital św. Anny – ginekolog Daria Bursztyn[11]
- 2025: Sprawiedliwi. Trójmiasto – Hania (odc. 12)
- 2025: Na dobre i na złe – Andżela (odc. 947)
- 2019: Pan T. – kelnerka
- 2019: Pierwsza miłość – Weronika Maciejewska
- 2016: Na noże – Grażyna Kolińska (odc. 7)
- 2011: Hotel 52 – Monika Sadowska (odc. 46)
- 2010: Nowa – Magda Grabowska (odc. 7)
- 2005–2017, 2019, od 2023: Na Wspólnej – Aleksandra Zimińska
- 2004, 2009: M jak miłość:
  - kobieta ranna w wypadku (odc. 274)
  - pacjentka dr. Reni (odc. 284)
  - pacjentka (odc. 654)

### Polski dubbing
- 2010: Alicja w Krainie Czarów – Alicja Kingsleigh
- 2015: Until Dawn – Jessica
- 2016: Alicja po drugiej stronie lustra – Alicja Kingsleigh